# Archive of Our Own
Archive of Our Own (häufig mit AO3 abgekürzt) ist die von einer Non-Profit-Organisation betriebene Online-Plattform für Fan-Fiction und andere Werke von Fans und eines der größten Portale dieser Art. Das Archiv wurde 2008 von der „Organization for Transformative Works“ gegründet und ist seit 2009 als open beta online. Das Archiv und angeschlossene Projekte wie Wiki und Rechtsbeistand für Fan-Fiction-Autoren werden aus Spenden finanziert.

## Kurzzeitige Indizierung
Im Dezember 2022 wurde die Webseite von der Bundeszentrale für Kinder- und Jugendmedienschutz indiziert, vorgeworfen wurde die Verbreitung kinderpornografischer Inhalte in Textform". Die BzKJ hatte jedoch die Betreiber vor und nach der Indizierung nicht kontaktiert oder auf andere Maßnahmen hingewirkt (beispielsweise Löschung der betroffenen Inhalte); wegen dieses Formfehlers wurde die Indizierung Januar 2023 aufgehoben. Januar 2024 betrug der Anteil mit "Underage" markierten Inhalte ungefähr 2,6 % (absolut: 332.992).

## Entstehung
Die Ursprünge von AO3 liegen in einer Kontroverse, die durch die Gründung der kommerziellen Seite FanLib durch eine Gruppe von Männern entstand, deren Content wiederum von einer überwiegend weiblichen Autorinnenschaft erstellt wurde. In der Folge wurde die „Organization for Transformative Works“ (OTW) gegründet, die ein nichtkommerzielles Archiv für Fan Fiction bereitstellen und darüber hinaus Rechtsbeistand für die Autorenschaft leisten sollte. Die OTW publiziert seitdem auch die wissenschaftliche Fachzeitschrift Transformative Works and Cultures zu den Themen Fankultur und Fan Fiction. Die AO3-Plattform wurde vollständig als Open Source entwickelt, das Archiv sei „...fast vollständig von jener Community gestaltet, programmiert und betrieben, die es auch nutzt – einer Community, die überwiegend aus Frauen besteht.“

## Inhalte
Auf der Seite sind (Stand 2024) über 13 Millionen Werke archiviert und mehr als 7 Millionen Nutzer angemeldet. Das Fanlore-Wiki verzeichnet über 57.000 Artikel. Behandelt werden über 66.000 Fandoms. AO3 erlaubt dabei weitgehend alle Inhalte, solange diese nicht illegal sind, wohingegen andere, insbesondere kommerzielle, Portale Sexualität und Gewalt in unterschiedlichem Maß einschränken. Vera Cuntz-Leng fasste das folgendermaßen zusammen: „Aufgrund fehlender Restriktionen, Kontrollinstanzen und Kommerzialisierungsversuche gilt AO3 als Inbegriff des "dream of fanfiction writers yearning to stay free"“.
2012 bezeichnete DailyDot das Portal als die beste Seite für „erotische Fan Fiction“, nachdem andere Plattformen „...alles zu direkte zensieren“. Nicola Döring führte 2022 die Seite als eine der größten Fan-Fiction-Plattformen an, die zeigen, dass die Nutzerschaft ein großes Interesse an Romantik- und Sex-bezogener Fan Fiction habe.
Tatsächlich sind die Anteile erotischer oder pornografischer Inhalte relevant, aber nicht überwiegend. 2014 waren 36 % der AO3-Inhalte als "für Erwachsene" gelabelt (mit deutlichen Unterschieden je nach Fandom, so lag der Anteil von Slash-Literatur bei Harry-Potter-Fan-Fiction bei 59 %). 2016 ergab eine Analyse von Inhaltseinstufungen und Tags, dass 34 % der Inhalte für ein "erwachsenes" Publikum gekennzeichnet waren, wobei 15,9 % mit "Mature" (für Erwachsene") und 18,1 % mit "Explicit" gelabelt wurden.

## Rezeption
2013 erklärte Time das Portal zu einer der 50 besten Webseiten des Jahres und lobte Inhalt und Kuratierung: „Archive of Our Own macht es einfach: es ist die am sorgfältigsten gepflegte, vernünftig organisierte, leicht les- und durchsuchbare Nonprofit-Sammlung von Fan Fiction im Netz und bedient jedes Fandom gleichermaßen.“ 2019 wurde dem Portal ein Hugo Award verliehen.